# Paracalia
Paracalia là một chi thực vật có hoa trong họ Cúc (Asteraceae).

## Loài
Chi Paracalia gồm các loài: